# Міколайки (гміна)
Гмі́на Мікола́йкі (пол. Gmina Mikołajki) — місько-сільська гміна у північній Польщі. Належить до Мронґовського повіту Вармінсько-Мазурського воєводства.
Станом на 31 грудня 2011 у гміні проживало 8521 особа.

## Територія
Згідно з даними за 2007 рік площа гміни становила 256.41 км², у тому числі:
- орні землі: 48.00%
- ліси: 22.00%

Таким чином, площа гміни становить 24.07% площі повіту.

## Населення
Станом на 31 грудня 2011:
| Опис     | Загалом | Загалом | Чоловіки | Чоловіки | Жінки | Жінки |
| -------- | ------- | ------- | -------- | -------- | ----- | ----- |
| одиниця  | осіб    | %       | осіб     | %        | осіб  | %     |
| все      | 8521    | 100     | 4203     | 49.33    | 4318  | 50.67 |
| міське   | 3949    | 100     | 1868     | 47.30    | 2081  | 52.70 |
| сільське | 4572    | 100     | 2335     | 51.07    | 2237  | 48.93 |

## Сусідні гміни
Гміна Міколайкі межує з такими гмінами: Мілкі, Мронґово, Ожиш, Пецкі, Піш, Рин, Руцяне-Нида.